# أكاديمية المخابرات الخارجية
أكاديمية المخابرات الخارجية (بالروسية: Академия внешней разведки) المسماة سابقًا باسم معهد الراية الحمراء ليوري أندروبوف أو معهد الراية الحمراء هي واحدة من المؤسسات التعليمية الرئيسية لأجهزة المخابرات في روسيا الاتحادية والاتحاد السوفيتي سابقًا، والمقصود هنا خدمة المخابرات الخارجية وسالفتها السوفيتية لجنة أمن الدولة. تقع الأكاديمية في العاصمة موسكو. كان الرئيس المستقبلي فلاديمير بوتين من بين طلبة الأكاديمية في ثمانينيات القرن العشرين. دربت الأكاديمية عددًا من الضباط من الدول الصديقة لروسيا الاتحادية.
يعود تاريخ هذه المؤسسة التعليمية إلى عام 1938 حيث أنشأت الدولة السوفيتية مدرسة الأغراض الخاصة التابعة للمفوضية الشعبية للشؤون الداخلية. وتغير اسمها إلى المعهد العالي للمخابرات ما بين 1948 و1968. سُميت الأكاديمية أيضًا باسم يوري أندروبوف الذي كان من مديري لجنة أمن الدولة السوفيتية. وكانت تسمى باسم بديل هو المدرسة 1010 أو المدرسة رقم 101 وأشار لها الطلبة برمز K1.
شهدت الأكاديمية انخفاضًا في عدد الملتحقين بها بعد تفكك الاتحاد السوفيتي.

## خريجون بارزون
- فلاديمير بوتين[1]
- سيرجي إيفانوف

## استشهادات
1. ↑  "اللقطات الأولى لمدرسة جواسيس التحق بها بوتين باسم مزيف (فيديو)". بوابة فيتو. 6 أكتوبر 2018. مؤرشف من الأصل في 2019-04-26. اطلع عليه بتاريخ 2019-04-25.